# Bajka o jednym takim, co wyruszył w świat by strach poznać

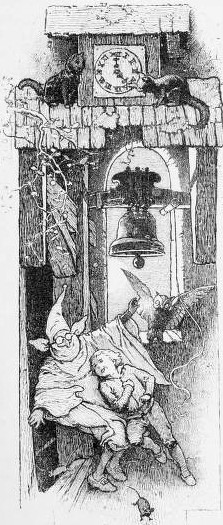
Hermann Vogel – ilustracja do baśni

Bajka o jednym takim, co wyruszył w świat by strach poznać (Märchen von einem, der auszog das Fürchten zu lernen) – baśń opublikowana przez  braci Grimm w 1812 roku w ich zbiorze Baśni (tom I, nr 9). 

## Treść
Głównym bohaterem jest młody chłopiec, który nigdy niczego się nie bał i nie rozumiał, co to jest strach. Ojciec był niezadowolony z syna, gdyż, w przeciwieństwie do starszego brata, nie lubił pracować i nie chciał się niczego uczyć. Powszechnie uchodził za głupka. A kiedy ojciec chciał porozmawiać z nim o przyszłości, on odpowiadał, że chce się nauczyć, jak to jest się bać, czym wzbudzał tylko kpiny.
Ojciec zwierzył się z problemu kościelnemu, który obiecał pomóc. Zabrał go na plebanię i dał zatrudnienie. Chłopak miał obsługiwać dzwon. Pewnej nocy o północy kościelny wysłał chłopca na wieżę i kazał dzwonić. Sam przebrał się za ducha. Liczył na to, że przestraszy chłopaka i nauczy go, co to znaczy bać się. Jednak chłopiec nie tylko nie zląkł się białej zjawy, ale zaatakował ją sądząc, że to zbir, i zepchnął ze schodów łamiąc kościelnemu nogę. 
Po tym wydarzeniu ojciec wygnał syna z domu. Dał mu na drogę pięćdziesiąt talarów i kazał mu nie wracać, dopóki nie nauczy się jakiegoś fachu. Chłopak wyruszył w drogę, ale nadal pragnął przede wszystkim nauczyć się bać. Swoje marzenie wypowiedział na głos. Podszedł wtedy do niego jakiś człowiek, który słyszał, jak mówi sam do siebie. Wskazał mu szubienicę, na której wisiało siedmiu skazańców. Poradził, by spędził noc przy szubienicy, wtedy na pewno się przestraszy. Jednak noc upływała, a chłopak nie czuł strachu, tylko współczucie dla wisielców, którzy musieli marznąć na wietrze. Pod wpływem tego współczucia ściągnął ich z szubienicy i posadził przy ognisku. Potem, kiedy ich ubrania zaczęły się palić, powiesił ich z powrotem na swoje miejsce. Następnego dnia ruszył w dalszą drogę, z żalem, że nie dowiedział się, co to strach.
W drodze spotkał woźnicę, w którego towarzystwie udał się do gospody. Nowym kompanom zwierzył się ze swojego problemu. Gospodarz powiedział mu, że niedaleko stoi zaklęty zamek, gdzie może nauczyć się, co to jest strach. Król tego kraju obiecał temu, kto zdecyduje się czuwać w nim trzy noce, swoją córkę za żonę. W zamku, według opowieści gospodarza, są też wielkie skarby, strzeżone przez złe duchy. Wielu próbowało tam wejść, ale jeszcze żaden nie wyszedł żywy. 
Następnego ranka chłopak poszedł przed oblicze króla i rzekł "Jeśli mi pozwolicie, będę czuwał przez trzy noce w zaklętym zamku". Król spojrzał na niego, a że mu się spodobał, rzekł "Możesz prosić po trzykroć, a muszą to być martwe rzeczy. Możesz je zabrać na zamek." Chłopak poprosił o ogień i tokarkę z nożem. Następnego dnia z rozkazu króla zawieziono go na zamek.
Gdy miała już nadejść noc, chłopak rozpalił sobie w komnacie jasny ogień, postawił obok tokarkę z nożem i usiadł na niej. Myślał o tym, kiedy dowie się, co to strach. Wtedy coś krzyknęło z kąta "Ale nam zimno". Chłopak zaprosił właścicieli głosów do ognia, by się ogrzali. Zdumiał się, kiedy w jego kierunku wyszły dwa wielkie, czarne koty. Usiadły po obu jego stronach i patrzyły nań dziko swymi ognistymi oczyma. Kiedy się ogrzały zaproponowały grę w karty. Chłopak wyraził zgodę, ale oświadczył, że musi najpierw obciąć ich pazury, po czym chwycił je za karki, podniósł do tokarki i przykręcił im łapy. Ostatecznie jednak zrezygnował z gry w karty, zatłukł je i wyrzucił do wody. Wtedy ze wszystkich kątów powyłaziły czarne koty i czarne psy na żarzącym się łańcuchu, wciąż więcej i więcej, tak że nie miał już ujścia. Krzyczały strasznie, deptały po ogniu, porozwalały go i chciały ugasić. Chwycił wówczas za nóż i zaczął rozganiać je i zabijać. Reszta uciekła. Po ciężkiej walce położył się na łóżko, które jednak nieoczekiwanie zaczęło jeździć po podłodze. Nie mogąc zasnąć zszedł z niego i położył się na ziemi przy ogniu. Rano odwiedził go król zdumiony, że chłopak żyje. Równie zdumiony był gospodarz, który bał się, że już go nie zobaczy.
Następnej nocy chłopak znowu siedział komnacie przy ognisku martwiąc się, że nigdy się nie dowie, co to strach. Wtedy usłyszał głośny hałas i do komnaty wbiegła połowa człowieka i upadła przed nim. Po chwili hałas się powtórzył i wbiegła druga połowa. Chłopak zawołał, że ogień gaśnie i musi go podmuchać. Kiedy spojrzał znów, okazało się, że obie połówki się zrosły, a przed nim stoi przerażający typ, który usiadł na jego ławie. Chłopak uznał to za bezczelność i zwalił go z niej zajmując swoje miejsce. Wtedy pojawiło się więcej takich typków, jeden po drugim. Powyciągali dziewięć trupich piszczeli i dwie trupie główki, poustawiali i grali w kręgle. Chłopak zaproponował, że zagra z nimi, na co oni się zgodzili. Wcześniej chłopak przypiłował na tokarce czaszki, gdyż uznał, że są za mało okrągłe. Grał z nimi długo i stracił co nieco pieniędzy, lecz gdy wybiła dwunasta, wszystko zniknęło mu oczu. Rano znów odwiedził go król zdumiony, że chłopak nie tylko żyje, ale jak twierdzi, dobrze się bawił.
Trzeciej nocy chłopak znowu siedział w komnacie przy ognisku martwiąc się, że nigdy się nie dowie, co to strach. Gdy zrobiło się późno, przyszło sześciu wielkich typów i wniosło trumnę. Chłopak podszedł do niej i zdjął wieko. Leżał tam zimny nieboszczyk. Tknięty współczuciem, chłopak postanowił go ogrzać. Podszedł do ognia, ogrzał swoją dłoń i położył mu na twarzy, lecz trup pozostał zimny. Wyciągnął go zatem, usiadł przy ogniu i położył go na swym łonie, nacierał mu ręce, żeby krew znów zaczęła krążyć. A gdy i to nie pomagało, położył się koło niego, by go ogrzewać. Po chwili trup zrobił się ciepły i zaczął się ruszać. Zawołał "Teraz cię uduszę." Chłopak uznał, że to niewdzięczność i zamknął go na powrót w trumnie. Przyszło wtedy sześciu typów i odniosło trumnę.
Wtedy wszedł człowiek, który wyglądał straszliwie, był wysoki, stary i miał długą, białą brodę. Człowiek ten zawołał: "Teraz nauczysz się bać, bo umrzesz." Chłopak bez cienia strachu odparł: "Jeśli mam umrzeć, to musisz mnie dostać. (...) Jestem tak silny jak ty, a może jeszcze silniejszy." Starzec odparł: "Jeśli jesteś silniejszy, to cię puszczę, chodź, spróbujemy." Po czym zaprowadził go przez ciemne korytarze do kowalskiego ogniska, wziął siekierę i wbił kowadło jednym uderzeniem w ziemię. Chłopak oświadczył, że umie to zrobić lepiej. Podszedł do drugiego kowadła. Tymczasem olbrzym z brodą stał koło niego chcąc się przyjrzeć, a jego broda zwisała. Chłopak złapał za siekierę, przeciął kowadło na pół jednym ciosem i zaklinował w nim brodę olbrzyma. Potem złapał za żelazny pręt i zaczął go okładać bez litości. Olbrzym począł prosić, żeby przestał i obiecał wielkie bogactwa. Wówczas chłopak go wypuścił. Olbrzym poprowadził go z powrotem do zamku i pokazał w piwnicy trzy skrzynie pełne złota. Wybiła dwunasta i duch zniknął. Rano ponownie przybył król. Zapytał chłopca, czy wie już, co to strach. Chłopak odparł, że nie nauczył się tego. Opowiedział swoją historię i pokazał skrzynie ze złotem. Wówczas król oświadczył, że w nagrodę za swoje męstwo i uwolnienie zamku od duchów, może poślubić jego córkę. Chłopak ucieszył się z tego, ale radość przyćmiła mu świadomość, że nadal nie wiedział co to strach.
Chłopak poślubił księżniczkę, ale choć kochał swą żonę i był szczęśliwy, ciągle myślał o tym, by nauczyć się bać. Usłyszała o tym jego pokojówka i postanowiła pomóc. Wyszła rankiem do strumienia i przyniosła wiadro pełne kiełbi. W nocy, gdy chłopak spał, jego żona wylała tę wodę z kiełbiami na jego głowę. Chłopak obudził się i zawołał, "Ale mi straszno, boję się, droga żono! Tak, teraz wiem, co to strach".

## Ekranizacje
- Baśnie Braci Grimm: Simsala Grimm – niemiecki serial animowany z 1999 roku (seria I, odcinek 10).
- Bajka o tym, co wyruszył, by nauczyć się bać – niemiecki film  z 2014 roku, należący do cyklu filmów telewizyjnych Najpiękniejsze baśnie braci Grimm.